# クマザサハナムロ
クマザサハナムロ(学名: Pterocaesio tile)は、スズキ目タカサゴ科に属する海水魚の1種である。

## 分布
西太平洋、インド、日本では南日本や小笠原諸島に分布している。

## 名称
「グルクン」沖縄県でタカサゴ科の魚のことを指す言い方。「ウクーグルクン」沖縄県での本種の呼び方。「アカウルメ」奄美群島での呼び方。ほかにもタカサゴ科の仲間のことを呼ぶ。

## 形態

### 体長
約25cm前後になる。

### 生態
水中では背側が青く見え、腹側は白く見える。体に細い縦帯があり、尾鰭の両側に黒色帯がある。危険やストレスを感じると体色が赤色や、斑点などに変化する。死ぬと体色は赤色になる。
潮通しのよい外洋に面した岩礁や、サンゴ礁の周辺を群れで回遊し、中層を遊泳しながら、主に動物プランクトンを食べる。雑食性。
近縁のタカサゴ科とは、尾びれの上下端の色で見分けることが可能。

## 人との関わり
沖縄県では周年漁獲される。身は白身で天ぷら、刺身、唐揚げなどに調理される。